# Diego de Ágreda y Martínez de Cabezón
Diego de Ágreda y Martínez de Cabezón, I conde de Casa de Ágreda (San Román de Cameros, La Rioja, 7 de noviembre de 1755 – México, 1838) fue un comerciante, político y militar.

## Biografía
Hijo del matrimonio formado por Diego de Ágreda y Sáenz de Rivabellosa, caballero divisero hijodalgo del Antiguo e Ilustre Solar de Tejada, maestro tejedor, natural de Torre en Cameros, y su mujer María Ana Martínez de Cabezón, natural de San Román de Cameros.
Al morir su padre, y a instancias de su tío carnal Francisco Martínez Cabezón, magnate del comercio y la minería de la plata, vecino de la Ciudad de México, se traslada a Cádiz donde reside hasta que en 1784 se traslada a Veracruz como consignatario de su hermano Simón de Ágreda y Martínez de Cabezón. En 1789 contrajo matrimonio con su prima María Martínez Cabezón, hija única de su tío Francisco, que aportó una gran dote. Poco después, sobre él recayó la mayor parte del imperio mercantil de su suegro y tío. Al enviudar sin sucesión, en 1792, casó con su sobrina María Ignacia Pascual de Tejada y Ágreda, con quien tuvo once hijos.

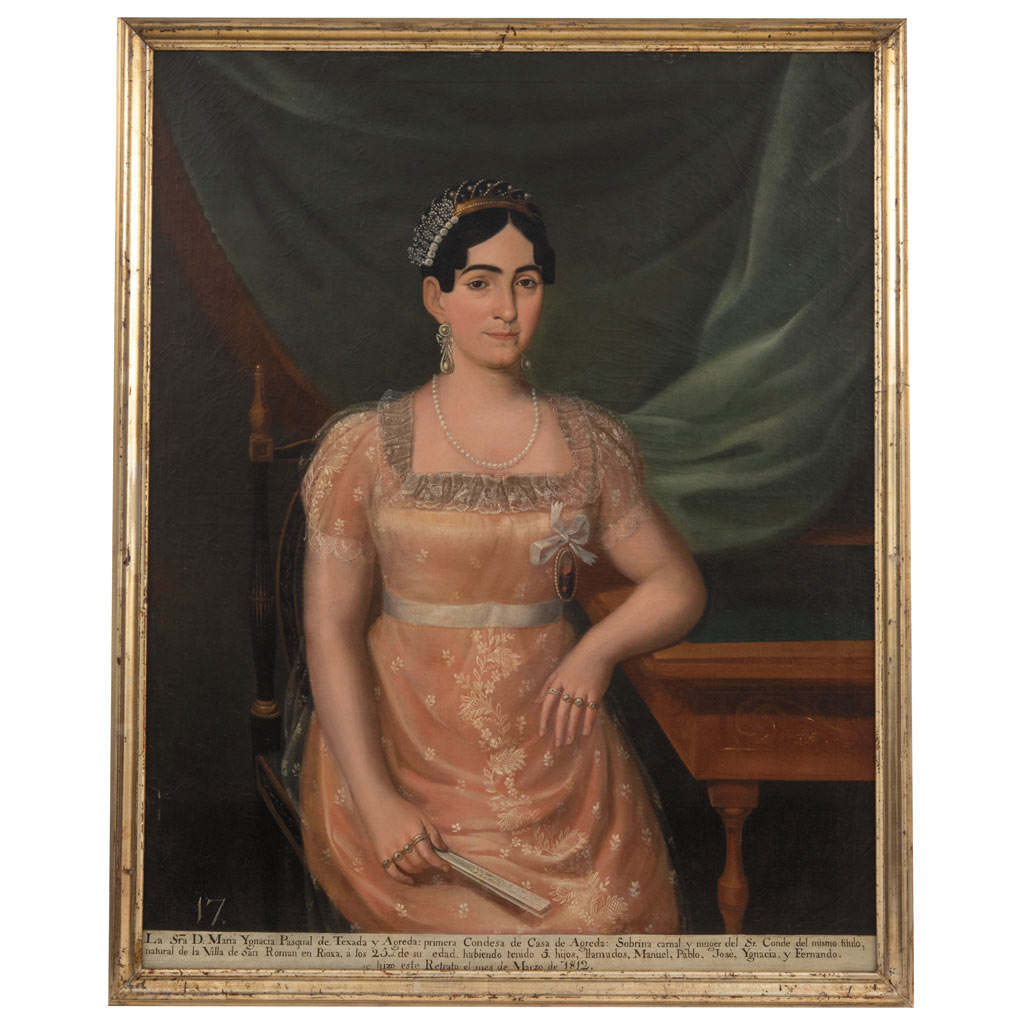
Retrato de Doña Ignacia Pascual de Tejada y Ágreda (José María Vázquez, 1812)

En 1797 es recibido como caballero divisero hijodalgo en el Antiguo e Ilustre Solar de Tejada, al igual que su hermano, su padre, abuelo y demás antepasados, donde es nombrado procurador fiscal en 1805 y alcalde mayor en 1815, designando en ambos casos a un teniente por vivir en México. Gana junto a su hermano Simón Real Carta Ejecutoria de Hidalguía ante la Real Chancillería de Valladolid en 1798. En 1803 a instancias de José de Iturrigaray, Virrey de Nueva España, es nombrado caballero de la Real Orden de Carlos III.
Sin embargo, las pretensiones separatistas de Iturrigaray fueron causa de su enfrentamiento, ya que Diego de Ágreda intervino en el asalto al palacio, en la destitución y encarcelamiento del virrey. Tras la sublevación del cura Hidalgo en 1810, Diego de Ágreda participó activamente en las milicias realistas y el virrey Francisco Xavier Venegas, I marqués de la Reunión de Nueva España, le nombró capitán de una compañía de Patriotas distinguidos de Fernando VII; en 1814 desempañaba el cargo de teniente coronel jefe de batallón. Como premio a sus servicios, previa cancelación del inmediato anterior de vizconde de Casa Tejada, se le concede el 9 de junio de 1811 el título de conde de Casa de Ágreda, título que recaería posteriormente en la descendencia de su hermano Simón. Fruto de la tensión existente, se vio obligado a exiliarse en Londres hasta 1836, año en el que pudo regresar a México y reunirse con su familia.
Colaboró generosamente en la dotación económica de la escuela establecida por su familia en la villa de San Román de Cameros.